# Comuna de Witkowo
Witkowo (polaco: Gmina Witkowo) é uma gminy (comuna) na Polónia, na voivodia de Grande Polónia e no condado de Gnieźnieński. A sede do condado é a cidade de Witkowo.
De acordo com os censos de 2007, a comuna tem 13 372 habitantes, com uma densidade 72,5 hab/km².

## Área
Estende-se por uma área de 184,4 km², incluindo:
- área agricola: 65%
- área florestal: 21%

## Demografia
Dados de 30 de Junho 2004:
|                      | Total   | Total | Mulheres | Mulheres | Homens  | Homens |
| -------------------- | ------- | ----- | -------- | -------- | ------- | ------ |
|                      | pessoas | %     | pessoas  | %        | pessoas | %      |
| População            | 13 532  | 100   | 6794     | 50,2     | 6738    | 49,8   |
| Densidade (pop./km²) | 73,4    | 100   | 36,8     | 36,8     | 36,5    | 36,5   |

De acordo com dados de 2002, o rendimento médio per capita ascendia a 1271,54 zł.

## Subdivisões
- Chłądowo, Czajki, Ćwierdzin, Dębina, Folwark, Gaj, Gorzykowo, Jaworowo, Kamionka, Kołaczkowo, Malenin, Małachowo-Kępe, Małachowo-Wierzbiczany, Małachowo-Złych Miejsc, Mąkownica, Mielżyn, Odrowąż, Ostrowite Prymasowskie, Piaski, Ruchocin, Ruchocinek, Skorzęcin, Sokołowo, Strzyżewo Witkowskie, Wiekowo, Witkówko.

## Comunas vizinhas
- Gniezno, Niechanowo, Orchowo, Powidz, Strzałkowo, Trzemeszno, Września